# Helichrysum citrispinum
Helichrysum citrispinum là một loài thực vật có hoa trong họ Cúc. Loài này được Delile mô tả khoa học đầu tiên năm 1843.